# Wyocena, Wisconsin
Wyocena là một làng thuộc quận Columbia, tiểu bang Wisconsin, Hoa Kỳ. Năm 2006, dân số của làng này là 668 người.